# Портрет Сергея Николаевича Ушакова
«Портрет Сергея Николаевича Ушакова» — картина Джорджа Доу и его мастерской из Военной галереи Зимнего дворца.
Картина представляет собой погрудный портрет генерал-майора князя Сергея Николаевича Ушакова из состава Военной галереи Зимнего дворца.
К началу Отечественной войны 1812 года полковник Ушаков был шефом Курляндского драгунского полка, отличился в Бородинском сражении, за бой под Спас-Куплей произведён в генерал-майоры, а за сражение под Красным награждён орденом Св. Георгия 3-го класса. В Заграничных походах 1813 и 1814 годов командовал драгунской бригадой, сражался в Польше и Саксонии, отличился в сражении на Кацбахе. Погиб в феврале 1814 года в сражении под Краоном.
Изображён в генеральском мундире Курляндского драгунского полка, введённом в 1817 году — из-за своей гибели в 1814 году Ушаков такой мундир носить не мог и должен быть изображён в общегенеральском мундире образца 1808 года с двумя рядами пуговиц. На шее крест ордена Св. Георгия 3-го класса; справа на груди кресты орденов Святого Владимира 4-й степени с бантом и Св. Иоанна Иерусалимского, серебряная медаль «В память Отечественной войны 1812 года» на Андреевской ленте и шитый крест ордена Св. Иоанна Иерусалимского. Подпись на раме: С. Н. Ушаковъ 2й, Генералъ Маiоръ.
7 августа 1820 года Комитетом Главного штаба по аттестации Ушаков был включён в список «генералов, заслуживающих быть написанными в галерею» и 12 июня 1821 года император Александр I приказал написать его портрет. Поскольку Ушаков погиб в 1814 году, то были предприняты меры по отысканию его портрета-прототипа; существует письмо из Инспекторского департамента Военного министерства старшему адъютанту Отдельного корпуса внутренней стражи полковнику Ушакову с запросом о наличии у него портрета покойного генерала, на что тот отвечал, что «генерал-майора Ушакова не знает, портрета нет и неизвестно у кого есть». Тем не менее розыски прототипа увенчались успехом. Гонорар Доу был выплачен 13 марта 1823 года. Готовый портрет был принят в Эрмитаж 7 сентября 1825 года. Портрет-прототип современным исследователям неизвестен.